# Giulio Rivera
Giulio Rivera (Guglionesi, 1º agosto 1954 – Roma, 16 marzo 1978) è stato un poliziotto italiano.
Membro della scorta di Aldo Moro, è rimasto ucciso nell'agguato di via Fani, perpetrato dalle Brigate Rosse, conclusosi infine con il rapimento di Moro.

## Biografia
Rivera nasce a Guglionesi, in provincia di Campobasso, il 1º agosto 1954. Entrò nella Polizia di Stato nel 1974 e dopo aver frequentato la Scuola Allievi di Alessandria prestò servizio presso il Reparto Celere di Milano fino a frequentare il Reparto Autonomo di Roma presso il Ministero dell'interno.

## La morte
Verso le 9:00 del mattino del 16 marzo 1978, Rivera, insieme ai carabinieri Oreste Leonardi e Domenico Ricci e i poliziotti colleghi Francesco Zizzi e Raffaele Iozzino si erano recati a prelevare Aldo Moro per accompagnarlo alla Camera dei deputati. Rivera era seduto sul lato del passeggero dell'Alfetta con Zizzi alla guida e Iozzino sul sedile posteriore, mentre scortavano la Fiat 130 con a bordo il presidente Moro. Una volta giunti in via Fani, le due macchine furono bloccate da un commando di brigatisti travestiti da avieri che fecero subito fuoco uccidendo tutti e cinque i membri della scorta per poi sequestrare Moro.
In sua memoria è stata dedicata la Scuola allievi agenti della Polizia di Stato a Campobasso.